# Алтунташ
Абу-Саїд Алтунташ (*д/н —1032) — хорезмшах та військовик в державі Газневідів.

## Життєпис
Про походження нічого невідомо. Ймовірно був тюрком з якогось племені на сході Мавераннахру. Вперше згадується у 1000 році. Розпочав службу за правління Себук-Тегіна, що зміцнив Газневідів. Себук-Тегін призначив Алтунташа хаджибом (очільником гвардії). У 1008 році Алтунташ звитяжив у битві при Шархіяні (поблизу Балху), де газневідські війська завдали поразки Караханідам.
У 1011 році султаном Махмудом Газневі призначається валі (намісником) Герату. У 1017 році брав участь у поході на Хорезм, який вдалося підкорити та приєднати до держави Газневідів. Після цього Алтунташ стає намісником завойованих земель з титулом хорезмшах. Своєю ставкою зробив Кят (старовинну хорезмійську столицю), але потім переніс її до Ургенчу. При цьому поставив свого сина заміщати себе в Гераті. В Хорезмі Алтунташ завдав поразки огузам та карлукам, що вдерлися в межі Хорезму. Після цього здійснив похід на південь Мангишлаку.
У 1024 році відіграв важливу роль в успішному поході Махмуда Газневі проти Алі-тегіна, караханідського володаря Мавераннахра. Було захоплено Самарканд, з великими трофеями Алтунташ разом з Махмудом Газневі повернувся до Хорасану. В подальші роки з успіхом діяв проти огузів.
У 1030 році зі сходженням на трон Масуда Газневі намагався проводити власну політику з огляду на перенесення уваги нового газневідського володаря на південь та Пенджабу.
У 1032 році вдерся до Мавераннахра, де намагався повалити Алі-Тегіна. Було захоплено Бухару, проте битва при Дабусії не виявила переможця. Водночас Алтунташ отримав смертельне поранення й незабаром помер. Його син Гарун зумів стати правителем Хорезму лише у 1034 році.